# هشام سرايا
هشام سرايا، (1965 -) هو كاتب ومؤرخ مصري، ويعد أبزر كتباته كتاب حياة بني إسرائيل في مصر بين حقائق الدين ومصادر التاريخ.

## حياته
حاصل على دبلوم الدراسات العليا في الآثار من كلية الآثار جامعة القاهرة، في الثمانينيات من القرن الماضى، ومنذ هذه الفترة لم يتوقف عن القراءة في التاريخ.